# 一発
一発（イッパツ）とは、麻雀における役のひとつ。1翻。立直をかけた後、1巡以内に和了すると成立するが、鳴きなどが入ると無効になる。即（ソク）と言う場合もある。

## 概要
自家の立直後、以下いずれも生じないまま和了ると、一発が成立する。
- 副露（チー・ポン・大明槓）
- 嶺上牌ツモ（自他問わず）
- 自家の打牌

立直またはダブル立直に必ず付随し、併せて2翻または3翻となる。また、嶺上開花と河底撈魚を除くいかなる非役満役とも複合できる。王牌を除く壁牌が残り3枚（三人麻雀では2枚）以下でリーチ（ツモ番なしリーチと呼ばれることも多い）ができるルールでは河底撈魚とも複合できる。
搶槓と複合できるが、これは、搶槓時点では槓が未成立と見なされるためである。
二翻縛りの場合、一発はドラと同様に扱われるため、立直・一発のみでは和了れない。
フリー雀荘などでは、一発は赤ドラや裏ドラと共に御祝儀の対象であることが多い。その場合、「ご祝儀チップは一発アカ裏につきます」「一発赤ウラは祝儀の対象になります」などとルール説明される。
一発を無効化するための鳴きを一発消しと言う。祝儀の比重が大きいルールではこれも一つの戦略と言えるが、プレイヤーの打牌の選択肢を減らすことや打点の低下といったリスクがあり、必ず行うべきものではないといえる。そもそも、一発ツモの確率は10％未満といわれており、一発消しはリーチをかけたプレイヤー以外にはノーリスクであるうえ、リーチした者のツモ番が増えるなどかえって他のプレーヤーを有利にする可能性もある。
一発は関西圏では「即」と言われることも多い。ファミリーコンピュータの『麻雀』では、「リーチ ソク」として立直と内包して2翻となる。

## 牌姿の例
一発ツモ
この場合は、立直、一発、ツモ、平和で、ピンヅモありならば4翻20符で、子なら1300/2600、親なら2600allとなる。ピンヅモ無しならば、立直、一発、ツモだけで、3翻30符。子なら1000/2000、親なら2000allとなる。
この例の場合は、待ちである。待ちの種類と枚数が多いほど一発の可能性が高まる。期待度としては、状況にもよるが、単騎<カンチャン、ペンチャン≦シャンポン<両面≦エントツ三面張<複合多面張となる。

## 競技麻雀での取り決め
競技麻雀のリーグ戦では伝統的にこの役を認めていなかった。これは偶然性をできる限り排除するためで、裏ドラや槓ドラを認めていないグループではこれらとワンセットで一発も採用されない。そのため、プロのルールに準拠する書籍では、大車輪などと共にローカル役として紹介される場合もある。しかし、現在一般的な麻雀では一発はほぼすべてのルールで採用され、競技麻雀のリーグ戦においても1990年代後半から採用する団体が現れている。

## ローカルな取り決め
- 通常は鳴きが入った時点で一発は消えてしまうが、ごく稀に、鳴いた者の打牌までを一発の有効圏とする場合がある。
- 一発目のツモで暗槓し、その嶺上牌でツモ和了した場合、通常は一発は消えてしまうが、ごく稀に一発と嶺上開花の複合を認めるルールになっている場合がある。
- 通常は他家の暗槓によっても一発は消えてしまうが、古い書籍や一部のサイトで「他家のポン・チー・明槓」と、狭義の副露に限定している場合がある。
- 単独では成立しないため立直一発として2翻役に分類する書籍もあった。通常ならば1飜＋1飜でも単体2飜でも変わらないが、二翻縛りとの兼ね合いに影響を及ぼす事があるため、取り決めの確認が必要である。
  - 二翻縛りの最中は確定二翻とする部分的な先付けルールにすることが多いが確実ではなく、そもそもリーチ・一発の2飜で和了可能とするルールもある。

## 歴史
一発は昭和30年頃にその原型であるリーチ一巡が考案されている。後にチー・ポン・カンが入るとリーチ一巡は無効になることが追加され、昭和50年代には一発として定着したとされる。このため、日本麻雀の一般役の中では最も歴史が新しいものである。